# رنگینک پیشانی‌سفید
رنگینک پیشانی‌سفید (نام علمی: Lepidothrix serena) نام یک گونه از سرده پولک‌موها است.